# NASCAR Cup Series Championship Race
Das NASCAR Cup Series Championship Race ist ein Rennen in der NASCAR Cup Series. Es findet im November auf dem Phoenix International Raceway in Avondale, Arizona statt. Das Rennen gehört zum Chase for the Sprint Cup und ist das letzte Rennen der Saison.

## Sieger
- 2021:  Kyle Larson
- 2010:  Chase Elliott
- 2019:  Denny Hamlin
- 2018:  Kyle Busch
- 2017:  Matt Kenseth
- 2016:  Joey Logano
- 2015:  Dale Earnhardt junior
- 2014:  Kevin Harvick
- 2013:  Kevin Harvick
- 2012:  Kevin Harvick
- 2011:  Kasey Kahne
- 2010:  Carl Edwards
- 2009:  Jimmie Johnson
- 2008:  Jimmie Johnson
- 2007:  Jimmie Johnson
- 2006:  Kevin Harvick
- 2005:  Kyle Busch
- 2004:  Dale Earnhardt junior
- 2003:  Dale Earnhardt junior
- 2002:  Matt Kenseth
- 2001:  Jeff Burton
- 2000:  Jeff Burton
- 1999:  Tony Stewart
- 1998:  Rusty Wallace
- 1997:  Dale Jarrett
- 1996:  Bobby Hamilton Sr.
- 1995:  Ricky Rudd
- 1994:  Terry Labonte
- 1993:  Mark Martin
- 1992:  Davey Allison
- 1991:  Davey Allison
- 1990:  Dale Earnhardt
- 1989:  Bill Elliott
- 1988:  Alan Kulwicki